# Schnuffel
Schnuffel (англ. Snuggle, фр. Lapin Câlin, рус. Шну́ффель) — анимированный мультипликационный зайка, созданный в конце 2007 года немецкой медиакомпанией Jamba! для продвижения одного из своих рингтонов. Рингтон был переделан в песню Себастьяном Нуссбаумом и Андреасом Вендорфом и записан под названием «Песня объятий» (нем. Kuschel Song). Песня вышла в феврале 2008 года, и заяц с рингтоном немедленно занял верхние позиции в немецких чартах. После занятия песней верхних строк австрийских чартов и 2-го места в Швейцарии, был запланирован интернациональный релиз. Были подготовлены переводы на 10 языков и альбом.
Платиновый диск «Kuschelsong» в Германии разошелся более чем 300 тысячным тиражом.

## Концепция и создание
Первые концепции персонажа Шнуффеля родились 2 июля 2007 года. Оригинальный рингтон был превращен в песню Себастьяна Нуссбаума и Андреаса Вендорфа и записан под названием Kuschel Song («песня обнимашек»). Сингл был выпущен в феврале 2008 года, и рингтон rabbit сразу же занял первые строчки в немецких и европейских чартах. После того, как песня поднялась на вершину австрийских чартов и заняла 2-е место в Швейцарии, были разработаны планы по выпуску песни на международном уровне. Песни были переведены на 13 языков, и было выпущено 13 альбомов, включая немецкие переиздания и международные альбомы.
Шнуффель был представлен на рынке США 17 января 2010 года. Реклама рингтонов Schnuffel когда — то транслировалась на MTV, MTV2, Comedy Central, VH1, возможно, CMT и ABC Family. В связи с ростом интереса к Греции, Schnuffel обратилась к своему рынку, производя предыдущие альбомы на греческом языке. Это не точные копии оригинальных альбомов, как незначительные изменения в списке треков
С 2012 года Schnuffel начал выпускать приложения для Android. Приложение было выпущено для Android 23 марта 2015 года, а затем и для iOS, что делает его третьим приложением, выпущенным для iOS, после «Schnuffel Bunny Hop» и «Виртуального питомца Schnuffel»

## Шнуффелихен
Коллегу и подругу Шнуффеля зовут Шнуффелиенхен, известная по-английски как Снуггелина. Как и Шнуффель, она вислоухий кролик.
Первый и единственный сингл Schnuffelienchen «Küss mich, halt mich, lib mich» (Поцелуй меня, обними меня, люби меня) был выпущен 29 октября 2010 года и пробыл 1 неделю на 99-й позиции в немецких чартах.
Её второй сингл «Schmetterling» (Бабочка) был выпущен 28 февраля 2012 года только на сайтах Jamba/Jamster[6] и выпущен в цифровом виде на Amazon, iTunes и GooglePlay только 25 июля 2014 года вместе с английской версией.
Третий сингл Schnuffelienchen" Ohne Dich " (Без тебя) был выпущен 26 сентября 2014 года в качестве цифровой загрузки.

## Дискография

### Песни
| Год  | Название                               |                  | место в чартах | место в чартах | место в чартах | место в чартах | место в чартах | место в чартах | место в чартах | место в чартах | место в чартах | место в чартах | место в чартах | альбом                              |
| Год  | Название                               | DE               | AT             | CH             | FR             | PL             | BE             | NL             | SW             | NO             | LIT            | EU             |                | альбом                              |
| ---- | -------------------------------------- | ---------------- | -------------- | -------------- | -------------- | -------------- | -------------- | -------------- | -------------- | -------------- | -------------- | -------------- | -------------- | ----------------------------------- |
| 2008 | «Kuschel Song»                         | Schnuffel        | 1              | 1              | 2              | —              | 15             | 21             | 30             | 52             | 6              | 1              | 7              | Ich hab' Dich lieb (I love you)     |
| 2008 | «Snuggle Song»                         | Snuggle          | —              | —              | —              | —              | —              | —              | —              | 52             | 6              | —              | —              | Ich hab' Dich lieb (I love you)     |
| 2008 | «Snuffie Song»                         | Snuffie          | —              | —              | —              | —              | 21             | 30             | —              | —              | —              | —              | —              | Ich hab' Dich lieb (I love you)     |
| 2008 | «Kramsången»                           | Kramis           | —              | —              | —              | —              | —              | —              | —              | 34             | —              | —              | —              | Ich hab' Dich lieb (I love you)     |
| 2008 | «Ich hab' Dich lieb»                   | Schnuffel        | 23             | 13             | 80             | —              | 90             | —              | —              | 34             | —              | 12             | 91             | Ich hab' Dich lieb (I love you)     |
| 2008 | «Häschenparty» (feat. Michael Wendler) | Schnuffel        | 16             | 29             | —              | 29             | —              | —              | —              | —              | —              | 10             | 24             | Ich hab' Dich lieb (I love you)     |
| 2008 | «Schnuffels Weihnachtslied»            | Schnuffel        | 23             | 30             | —              | —              | —              | —              | —              | —              | —              | —              | —              | Winterwunderland (Winterwonderland) |
| 2009 | «Piep Piep»                            | Schnuffel        | 54             | 33             | —              | —              | —              | —              | —              | —              | —              | —              | —              | Komm Kuscheln (Come cuddle)         |
| 2010 | «Küss mich, halt mich, lieb mich»      | Schnuffelienchen | 99             | —              | —              | —              | —              | —              | —              | —              | —              | —              | —              |                                     |
| 2011 | «DubiDubi Du»                          | Schnuffel        |                |                |                |                |                |                |                |                |                |                |                |                                     |
| 2011 | «Tut Tut Tut»                          | Schnuffel        |                |                |                |                |                |                |                |                |                |                |                |                                     |
| 2011 | «Jingle Bells» (feat. Jamba stars)     | Schnuffel        |                |                |                |                |                |                |                |                |                |                |                |                                     |
| 2012 | «Schmetterling»                        | Schnuffelienchen |                |                |                |                |                |                |                |                |                |                |                |                                     |
| 2014 | «Ohne Dich»                            | Schnuffelienchen |                |                |                |                |                |                |                |                |                |                |                |                                     |

### Альбомы
| 2008 | «Ich hab' Dich lieb»   | Schnuffel            | 11 | 1  | 50 | —  | — | 37 |
| 2008 | «Szívemből szól»       | Snufi                | —  | —  | —  | 6  | — | —  |
| 2008 | «Winterwunderland»     | Schnuffel            | 44 | 18 | —  | —  | — | —  |
| 2009 | «Komm Kuscheln»        | Schnuffel            | 78 | 20 | —  | —  | — | —  |
| 2010 | «Adj egy puszit!»      | Snufi                | —  | —  | —  | 40 | — | —  |
| 2010 | «Παιχνίδια στο χιόνι»  | Σνούφελ το λαγουδάκι | —  | —  | —  | —  | 4 | —  |
| 2011 | «Παρέα με τοv Σνούφελ» | Σνούφελ το λαγουδάκι | —  | —  | —  | —  | 6 | —  |